# Messor alexandri
Messor alexandri es una especie de hormiga del género Messor, subfamilia Myrmicinae. 

## Distribución
Esta especie se encuentra en Turquía.